# Campeonato Argentino Juvenil 1976
El Campeonato Argentino Juvenil de 1976 fue la quinta edición del torneo para seleccionados juveniles de las uniones regionales afiliadas a la Unión Argentina de Rugby. Se llevó a cabo entre el 19 de junio y el 15 de agosto de 1976.
Las fases finales fueron organizadas por la Unión de Rugby de Tucumán, la cual fue sede por primera vez del campeonato juvenil luego de haber hospedado las fases finales del campeonato de mayores en 1966 y 1975. Los encuentros se disputaron en la ciudad de San Miguel de Tucumán.
Buenos Aires ganó el torneo por cuarto año consecutivo luego de vencer 49-18 en la final a la Unión de Rugby de Tucumán.

## Equipos participantes
Participaron de esta edición dieciséis equipos: quince uniones provinciales y la Unión Argentina de Rugby, representada por el equipo de Buenos Aires. 
| Equipo        | Unión                                                |
| ------------- | ---------------------------------------------------- |
| Alto Valle    | Unión de Rugby del Alto Valle de Río Negro y Neuquén |
| Austral       | Unión de Rugby Austral                               |
| Buenos Aires  | Unión Argentina de Rugby                             |
| Chubut        | Unión de Rugby del Valle del Chubut                  |
| Córdoba       | Unión Cordobesa de Rugby                             |
| Cuyo          | Unión de Rugby de Cuyo                               |
| Jujuy         | Unión Jujeña de Rugby                                |
| Mar del Plata | Unión de Rugby de Mar del Plata                      |
| Nordeste      | Unión de Rugby del Nordeste                          |
| Rosario       | Unión de Rugby de Rosario                            |
| Salta         | Unión de Rugby de Salta                              |
| San Juan      | Unión Sanjuanina de Rugby                            |
| Santa Fe      | Unión Santafesina de Rugby                           |
| Sur           | Unión de Rugby del Sur                               |
| Tandil        | Unión Tandilense de Rugby                            |
| Tucumán       | Unión de Rugby de Tucumán                            |

## Primera fase

### Zona 1
La Unión Tandilense de Rugby fue sede de la Zona 1 con los encuentros disputándose en Tandil.
|  | Semifinales  | Semifinales  | Semifinales  |              |        | Final       | Final       | Final       |  |
|  | 19 de junio  | 19 de junio  | 19 de junio  |              |        | 20 de junio | 20 de junio | 20 de junio |  |
|  |              |              |              |              |        |             |             |             |  |
|  |              |              |              |              |        |             |             |             |  |
|  | Tandil       | Tandil       | 16           |              |        |             |             |             |  |
|  | Tandil       | Tandil       | 16           |              |        |             |             |             |  |
|  | Salta        | Salta        | 6            |              |        |             |             |             |  |
|  | Salta        | Salta        | 6            |              | Tandil | Tandil      | 3           |             |  |
|  |              |              |              |              | Tandil | Tandil      | 3           |             |  |
|  |              |              | Buenos Aires | Buenos Aires | 124    |             |             |             |  |
|  | Sur          | Sur          | Buenos Aires | Buenos Aires | 124    | 60          |             |             |  |
|  | Sur          | Sur          |              |              |        | 60          |             |             |  |
|  | Buenos Aires | Buenos Aires | 62           |              |        |             |             |             |  |
|  | Buenos Aires | Buenos Aires | 62           |              |        |             |             |             |  |
|  |              |              |              |              |        |             |             |             |  |

### Zona 2
La Unión de Rugby de Cuyo fue sede de la Zona 2 con los encuentros disputándose en Mendoza.
|  | Semifinales | Semifinales | Semifinales |          |      | Final       | Final       | Final       |  |
|  | 19 de junio | 19 de junio | 19 de junio |          |      | 20 de junio | 20 de junio | 20 de junio |  |
|  |             |             |             |          |      |             |             |             |  |
|  |             |             |             |          |      |             |             |             |  |
|  | Cuyo        | Cuyo        | G.P.        |          |      |             |             |             |  |
|  | Cuyo        | Cuyo        | G.P.        |          |      |             |             |             |  |
|  | Austral     | Austral     | P.P.        |          |      |             |             |             |  |
|  | Austral     | Austral     | P.P.        |          | Cuyo | Cuyo        | 36          |             |  |
|  |             |             |             |          | Cuyo | Cuyo        | 36          |             |  |
|  |             |             | San Juan    | San Juan | 10   |             |             |             |  |
|  |             |             | San Juan    | San Juan | 10   |             |             |             |  |
|  |             |             |             |          |      |             |             |             |  |
|  |             |             |             |          |      |             |             |             |  |
|  |             |             |             |          |      |             |             |             |  |
|  |             |             |             |          |      |             |             |             |  |

### Zona 3
La Unión Cordobesa de Rugby fue sede de la Zona 3 con los encuentros disputándose en Córdoba. 
|  | Semifinales | Semifinales | Semifinales |          |         | Final       | Final       | Final       |  |
|  | 19 de junio | 19 de junio | 19 de junio |          |         | 20 de junio | 20 de junio | 20 de junio |  |
|  |             |             |             |          |         |             |             |             |  |
|  |             |             |             |          |         |             |             |             |  |
|  | Córdoba     | Córdoba     | 80          |          |         |             |             |             |  |
|  | Córdoba     | Córdoba     | 80          |          |         |             |             |             |  |
|  | Alto Valle  | Alto Valle  | 0           |          |         |             |             |             |  |
|  | Alto Valle  | Alto Valle  | 0           |          | Córdoba | Córdoba     | 28          |             |  |
|  |             |             |             |          | Córdoba | Córdoba     | 28          |             |  |
|  |             |             | Nordeste    | Nordeste | 11      |             |             |             |  |
|  | Jujuy       | Jujuy       | Nordeste    | Nordeste | 11      | 0           |             |             |  |
|  | Jujuy       | Jujuy       |             |          |         | 0           |             |             |  |
|  | Nordeste    | Nordeste    | 68          |          |         |             |             |             |  |
|  | Nordeste    | Nordeste    | 68          |          |         |             |             |             |  |
|  |             |             |             |          |         |             |             |             |  |

### Zona 4
La Unión de Rugby de Rosario fue sede de la Zona 4 con los encuentros disputándose en Rosario.    
|  | Semifinales   | Semifinales   | Semifinales |          |         | Final       | Final       | Final       |  |
|  | 19 de junio   | 19 de junio   | 19 de junio |          |         | 20 de junio | 20 de junio | 20 de junio |  |
|  |               |               |             |          |         |             |             |             |  |
|  |               |               |             |          |         |             |             |             |  |
|  | Rosario       | Rosario       | 13          |          |         |             |             |             |  |
|  | Rosario       | Rosario       | 13          |          |         |             |             |             |  |
|  | Mar del Plata | Mar del Plata | 10          |          |         |             |             |             |  |
|  | Mar del Plata | Mar del Plata | 10          |          | Rosario | Rosario     | 56          |             |  |
|  |               |               |             |          | Rosario | Rosario     | 56          |             |  |
|  |               |               | Santa Fe    | Santa Fe | 3       |             |             |             |  |
|  | Chubut        | Chubut        | Santa Fe    | Santa Fe | 3       | 0           |             |             |  |
|  | Chubut        | Chubut        |             |          |         | 0           |             |             |  |
|  | Santa Fe      | Santa Fe      | 32          |          |         |             |             |             |  |
|  | Santa Fe      | Santa Fe      | 32          |          |         |             |             |             |  |
|  |               |               |             |          |         |             |             |             |  |

## Interzonal
El partido interzonal clasificatorio para las semifinales del torneo se disputó entre la Unión de Rugby de Rosario y la Unión Cordobesa de Rugby, ganadoras de las zonas 3 y 4, respectivamente.
| 27 de junio | Rosario | 12 - 3 | Córdoba |  |  |

## Fase final
La Unión de Rugby de Tucumán clasificó directamente a semifinales por ser sede las fases finales.
|  | Semifinales  | Semifinales  | Semifinales  |         |              | Final        | Final        | Final        |  |
|  | 14 de agosto | 14 de agosto | 14 de agosto |         |              | 15 de agosto | 15 de agosto | 15 de agosto |  |
|  |              |              |              |         |              |              |              |              |  |
|  |              |              |              |         |              |              |              |              |  |
|  | Buenos Aires | Buenos Aires | 43           |         |              |              |              |              |  |
|  | Buenos Aires | Buenos Aires | 43           |         |              |              |              |              |  |
|  | Cuyo         | Cuyo         | 6            |         |              |              |              |              |  |
|  | Cuyo         | Cuyo         | 6            |         | Buenos Aires | Buenos Aires | 49           |              |  |
|  |              |              |              |         | Buenos Aires | Buenos Aires | 49           |              |  |
|  |              |              | Tucumán      | Tucumán | 18           |              |              |              |  |
|  | Rosario      | Rosario      | Tucumán      | Tucumán | 18           | 6            |              |              |  |
|  | Rosario      | Rosario      |              |         |              | 6            |              |              |  |
|  | Tucumán      | Tucumán      | 13           |         |              |              |              |              |  |
|  | Tucumán      | Tucumán      | 13           |         |              |              |              |              |  |
|  |              |              |              |         |              |              |              |              |  |

|                      |
| Buenos Aires Campeón |
| Cuarto título        |